# Die Ermittlung (Film)
Die Ermittlung ist ein deutscher Spielfilm aus dem Jahr 2024. Grundlage für das Drehbuch und die Inszenierung war das Theaterstück Die Ermittlung. Oratorium in 11 Gesängen des Dramatikers Peter Weiss. Der Regisseur RP Kahl kombinierte darin Elemente des Kinos, Theaters und zeitgenössischer Broadcast-Techniken. Der Film hält sich weitgehend strukturell, inhaltlich und textlich an die Stückvorlage, die den ersten Frankfurter Auschwitz-Prozess von 1963 bis 1965 thematisiert. In dialogischer und erzählender Form beschreibt der Film in elf Etappen – von Peter Weiss „Gesänge“ genannt – den Weg der Opfer von der Rampe bei der Ankunft in Auschwitz bis zu den Feueröfen. Die Dialoge basieren auf persönlichen Aufzeichnungen, Zeitungsartikeln und Protokollen des Gerichtsprozesses. Der Film feierte im Juli 2024 im Berliner Zoo Palast seine Premiere. Zuvor wurde er auf dem Münchner Filmfest uraufgeführt. Der offizielle Kinostart war der 25. Juli 2024.
Der Film wurde von Alexander van Dülmen produziert. Für die Bildgestaltung zeichnete Guido Frenzel verantwortlich, das Bühnenbild wurde von Nina Peller gestaltet und die Kostüme wählte Tina Kloempken aus. Der Film wurde von Peter R. Adam, Anne Fabini und Christoph Strothjohann geschnitten. Friede Springer ist Co-Produzentin des Films.

## Handlung
Im Zentrum des Films stehen ein Richter, ein Verteidiger und ein Ankläger, die im Rahmen der Verhandlung auf 28 Zeuginnen und Zeugen treffen, die von ihren Erlebnissen und Beobachtungen in Auschwitz berichten. Weitere 11 Zeugen der ehemaligen Lagerverwaltung sagen vor Gericht aus. Hier unterscheidet sich der Film von der Stückvorlage, in der aus den Aussagen mehrerer Hundert Zeugen nur neun Zeugenfiguren entwickelt wurden. Sowohl im Stück als auch im Film sind diese Zeugen anonymisiert, dem realen Geschehen folgend, in dem die Namen der Opfer in Auschwitz einer in die Haut tätowierten Nummer weichen mussten. Die 18 Angeklagten hingegen lassen sich klar durch ihre Namen und Aussagen identifizieren. Die Zeugenfiguren 1, 2, 12, 13, 19, 20, 25, 29, 36, 37, 39 sind Zeugen der Lagerverwaltung, die restlichen sind Häftlingszeugen. Die ehemaligen Häftlinge benennen die von den Angeklagten begangenen Grausamkeiten sehr spezifisch. Dagegen versuchen die Angeklagten, die Anschuldigungen kategorisch von sich zu weisen und sich selbst nur als unbeteiligte Verwaltungskräfte darzustellen. Ein paar wenige der Angeklagten geben schließlich seltene Mithilfe in Ausnahmesituationen zu. Auch die Zeugen der Lagerverwaltung versuchen, sich selbst und die Angeklagten in einem möglichst guten Licht erscheinen zu lassen. Aussagen werden weitgehend emotionslos gegeben; die Dramatik ergibt sich aus dem Inhalt.

### Inhalt der elf Gesänge
Die elf Gesänge zeichnen den Weg von Häftlingen von der Ankunft im KZ Auschwitz bis zur Verbrennung in Krematorien nach.
1 Gesang von der Rampe: Neu ankommende Häftlinge werden selektiert: die nach links geschickten werden sofort vergast, die arbeitsfähigen werden nach rechts ins Lager geschickt.

Zeugen: 1 bis 8

Angeklagte: Capesius, Hofmann, Bischoff, Baretzki, Frank, Schatz, Luka
2 Gesang vom Lager: Beschreibung des Alltags im Lager, der durch überfüllte Schlafstätten, schlechte Hygiene und Verpflegung sowie Schläge gekennzeichnet ist.

Zeugen: 3, 4, 6, 7, 9 bis 13

Angeklagte: Broad, Bednarek, Kaduk
3 Gesang von der Schaukel: In der politischen Abteilung werden Häftlinge an einem „Schaukel“ genannten Gerät durch Schläge gefoltert, die so gut wie immer den Tod nach sich ziehen.

Zeugen: 14 bis 16

Angeklagter: Boger
4 Gesang von der Möglichkeit des Überlebens: Einzelne Häftlinge überleben durch glückliche Umstände oder ihre Funktion (z. B. als Arzt). Ein Häftlingszeuge spricht über das System: Im Lager fanden sich mit Bewachern und Gefangenen Menschen mit prinzipiell gleicher Erziehung und Werten. Eine andere Zeugin, die nur durch die Räumung des Lagers überlebte, berichtet von medizinischen Versuchen an 17–18-jährigen Mädchen mit Todesfolge.

Zeugen: 3, 6, 7, 17

Angeklagte: Boger, Mulka
5 Gesang vom Ende der Lili Tofler: Eine junge Frau namens Lili Tofler schreibt einen Brief an ihren Freund, der ebenfalls Häftling im Lager ist. Sie und mehrere andere Häftlinge werden nach vergeblichen Ermittlungen erschossen. Lili Tofler leistete Zwangsarbeit in einem nahen Betrieb: An ihrem Beispiel wird die Verflechtung und Gewinnmaximierung der Industrie gezeigt.

Zeugen: 15, 18 bis 21

Angeklagter: Boger
6 Gesang vom Unterscharführer Stark: Der Angeklagte war damals ein 20-jähriger Abiturient. Er erschoss Häftlinge und gibt zu, bei einer Vergasung mitgewirkt zu haben. Er zeigt kein Schuldbewusstsein, hat seine Handlungen nie hinterfragt und argumentiert, das Denken sei den Schülern in der Schule ausgetrieben worden.

Zeugen: 22, 23

Angeklagter: Stark
7 Gesang von der schwarzen Wand: An dieser Wand werden Erschießungen ohne vorheriges Gerichtsurteil ausgeführt. Manchen Leichen wird Fleisch aus dem Körper geschnitten.

Zeugen: 24 bis 26

Angeklagte: Boger, Broad, Schlage, Kaduk
8 Gesang vom Phenol: Kranke werden durch Phenol-Injektionen ins Herz getötet.

Zeugen: 27 bis 32

Angeklagte: Klehr, Capesius, Scherpe, Hantl
9 Gesang vom Bunkerblock: Als Strafmaßnahme müssen Häftlinge in engen Zellen stehen, wo ein großer Teil von ihnen erstickt oder bei Nahrungsentzug verdurstet. Hier werden erste Versuche mit Vergasungen durch Zyklon B gemacht.

Zeugen: 11, 24, 33, 34

Angeklagter: Schlage
10 Gesang vom Zyklon B: Häftlinge werden massenhaft vergast.

Zeugen: 30, 35, 36

Angeklagte: Breitwieser, Capesius, Mulka
11 Gesang von den Feueröfen: Räumlichkeiten und Ablauf von Vergasungen sowie Verbrennungen in Krematorien werden beschrieben. Ein externer Richter soll Korruption und Diebstähle untersuchen und entdeckt das Ausmaß der Tötungen. Trotzdem will er nicht aus Deutschland fliehen und sich gegen sein eigenes Volk stellen. Eine Häftlingszeugin betont, dass das System nicht möglich gewesen wäre ohne allgemeine Unterstützung im Land: Jeder involvierte Lokführer, jede beteiligte Stenotypistin wusste Bescheid und Menschen säumten die Wege, als Juden durch die Straßen und in Viehwagen getrieben wurden. Zum Schluss stellt sich der Lageradjutant als Opfer dar, da er von den seelischen Belastungen krank geworden sei. Seiner Meinung nach sollte man nach vorne blicken statt sich mit dem Holocaust zu befassen.

Zeugen: 3, 9, 37 bis 39

Angeklagter: Mulka

## Hintergrund
Laut Regisseur Kahl hebt sich der Film durch einen dynamischen „Show“-Charakter von anderen filmischen Umsetzungen zum gleichen Thema ab und macht den dargestellten Gerichtsprozess sehr eindringlich.
Musikalisch sind lediglich vereinzelte skizzenhafte Sounds von Matti Gajek zu hören. Erst am Ende erklingt mit Lento e Largo – Tranquillissimo ein Gesangsstück aus Henryk Góreckis Symphony No. 3, interpretiert von der Portishead-Stimme Beth Gibbons in voller Länge.
Kahl zufolge ergibt sich die Tonalität des Films aus dem, was in den Gesichtern der Schauspielerinnen und Schauspieler sichtbar wird, wenn sie sprechen und dem Gegenüber zuhören. Daher habe man besonderen Wert darauf gelegt, Schauspieler und Schauspielerinnen zu finden, die eine Figur und eine Situation in erster Linie über die Sprache abbilden könnten. „Solche, die eine starke Persönlichkeit und Präsenz mitbringen und persönliches Interesse daran haben, den Inhalt des Stückes zu erzählen, also auch ein wenig ‚Persona‘ zu sein, ihr Ich den Figuren zu schenken.“
Laut Produzent Alexander van Dülmen bestand ein zentrales Anliegen der Produktion darin, das Wissen der Überlebenden in einer zeitgemäßen Form für die Nachwelt zu bewahren. Zudem verfolgte der Film das Ziel, die Perspektive der Opfer in den Mittelpunkt zu stellen, anstatt die Täter in den Vordergrund zu rücken.
| Rolle                                | Darsteller              |
| ------------------------------------ | ----------------------- |
| Richter                              | Rainer Bock             |
| Ankläger                             | Clemens Schick          |
| Verteidiger                          | Bernhard Schütz         |
|                                      |                         |
| Zeuge 1 I Zeuge der Lagerverwaltung  | Christian Kaiser        |
| Zeuge 2 I Zeuge der Lagerverwaltung  | Dirk Ossig              |
| Zeuge 3 I Häftlings-Zeuge            | Arno Frisch             |
| Zeugin 4 I Häftlings-Zeugin          | Elisabeth Duda          |
| Zeugin 5 I Häftlings-Zeugin          | Nicolette Krebitz       |
| Zeuge 6 I Häftlings-Zeuge            | Attila Georg Borlan     |
| Zeuge 7 I Häftlings-Zeuge            | Robert Mika             |
| Zeuge 8 I Häftlings-Zeuge            | Marcel Hensema          |
| Zeugin 9 I Häftlings-Zeugin          | Christiane Paul         |
| Zeugin 10 I Häftlings-Zeugin         | Barbara Philipp         |
| Zeuge 11 I Häftlings-Zeuge           | Klaudiusz Kaufmann      |
| Zeuge 12 I Zeuge der Lagerverwaltung | Marc Fischer            |
| Zeuge 13 I Zeuge der Lagerverwaltung | Andreas Anke            |
| Zeugin 14 I Häftlings-Zeugin         | Dorka Gryllus           |
| Zeuge 15 I Häftlings-Zeuge           | Marek Harloff           |
| Zeuge 16 I Häftlings-Zeuge           | André Szymanski         |
| Zeugin 17 I Häftlings-Zeugin         | Sabine Timoteo          |
| Zeugin 18 I Häftlings-Zeugin         | Eva Maria Jost          |
| Zeuge 19 I Zeuge der Lagerverwaltung | Peter Lohmeyer          |
| Zeuge 20 I Zeuge der Lagerverwaltung | Thomas Meinhardt        |
| Zeuge 21 I Häftlings-Zeuge           | Marco Hofschneider      |
| Zeuge 22 I Häftlings-Zeuge           | Matthias Zera           |
| Zeuge 23 I Häftlings-Zeuge           | Rony Herman             |
| Zeuge 24 I Häftlings-Zeuge           | Axel Moustache          |
| Zeuge 25 I Zeuge der Lagerverwaltung | André Hennicke          |
| Zeuge 26 I Häftlings-Zeuge           | Karl Markovics          |
| Zeuge 27 I Häftlings-Zeuge           | Filipe Avdeev           |
| Zeuge 28 I Häftlings-Zeuge           | Mark Zak                |
| Zeuge 29 I Zeuge der Lagerverwaltung | Ralph Schicha           |
| Zeuge 30 I Häftlings-Zeuge           | Andreas Schröders       |
| Zeuge 31 I Häftlings-Zeuge           | René Ifrah              |
| Zeuge 32 I Häftlings-Zeuge           | Axel Sichrovsky         |
| Zeuge 33 I Häftlings-Zeuge           | Peter Schneider         |
| Zeuge 34 I Häftlings-Zeuge           | Jiří Mádl               |
| Zeuge 35 I Häftlings-Zeuge           | Andreas Lechner         |
| Zeuge 36 I Zeuge der Lagerverwaltung | Axel Pape               |
| Zeuge 37 I Zeuge der Lagerverwaltung | Andreas Pietschmann     |
| Zeuge 38 I Häftlings-Zeuge           | Tom Wlaschiha           |
| Zeuge 39 I Zeuge der Lagerverwaltung | Robert Hunger-Bühler    |
|                                      |                         |
| Angeklagter 1 \| Robert Mulka        | Wilfried Hochholdinger  |
| Angeklagter 2 \| Wilhelm Boger       | Thomas Dehler           |
| Angeklagter 3 \| Dr. Victor Capesius | Michael Rotschopf       |
| Angeklagter 4 \| Dr. Willy Frank     | Niels Bruno Schmidt     |
| Angeklagter 5 \| Dr. Willi Schatz    | Christian Hockenbrink   |
| Angeklagter 6 \| Dr. Franz Lucas     | Christian Pfeil         |
| Angeklagter 7 \| Oswald Kaduk        | Tristan Seith           |
| Angeklagter 8 \| Franz Hofmann       | Torsten Ranft           |
| Angeklagter 9 \| Josef Klehr         | Ronald Kukulies         |
| Angeklagter 10 \| Herbert Scherpe    | Michael Schenk          |
| Angeklagter 11 \| Emil Hantl         | Frank Röth              |
| Angeklagter 12 \| Hans Stark         | Nico Ehrenteit          |
| Angeklagter 13 \| Stefan Baretzki    | Adam Venhaus            |
| Angeklagter 14 \| Bruno Schlage      | Till Wonka              |
| Angeklagter 15 \| Heinrich Bischoff  | Arndt Schwering-Sohnrey |
| Angeklagter 16 \| Pery Broad         | Timo Jacobs             |
| Angeklagter 17 \| Arthur Breitwieser | Lasse Myhr              |
| Angeklagter 18 \| Emil Bednarek      | Matthias Salamon        |

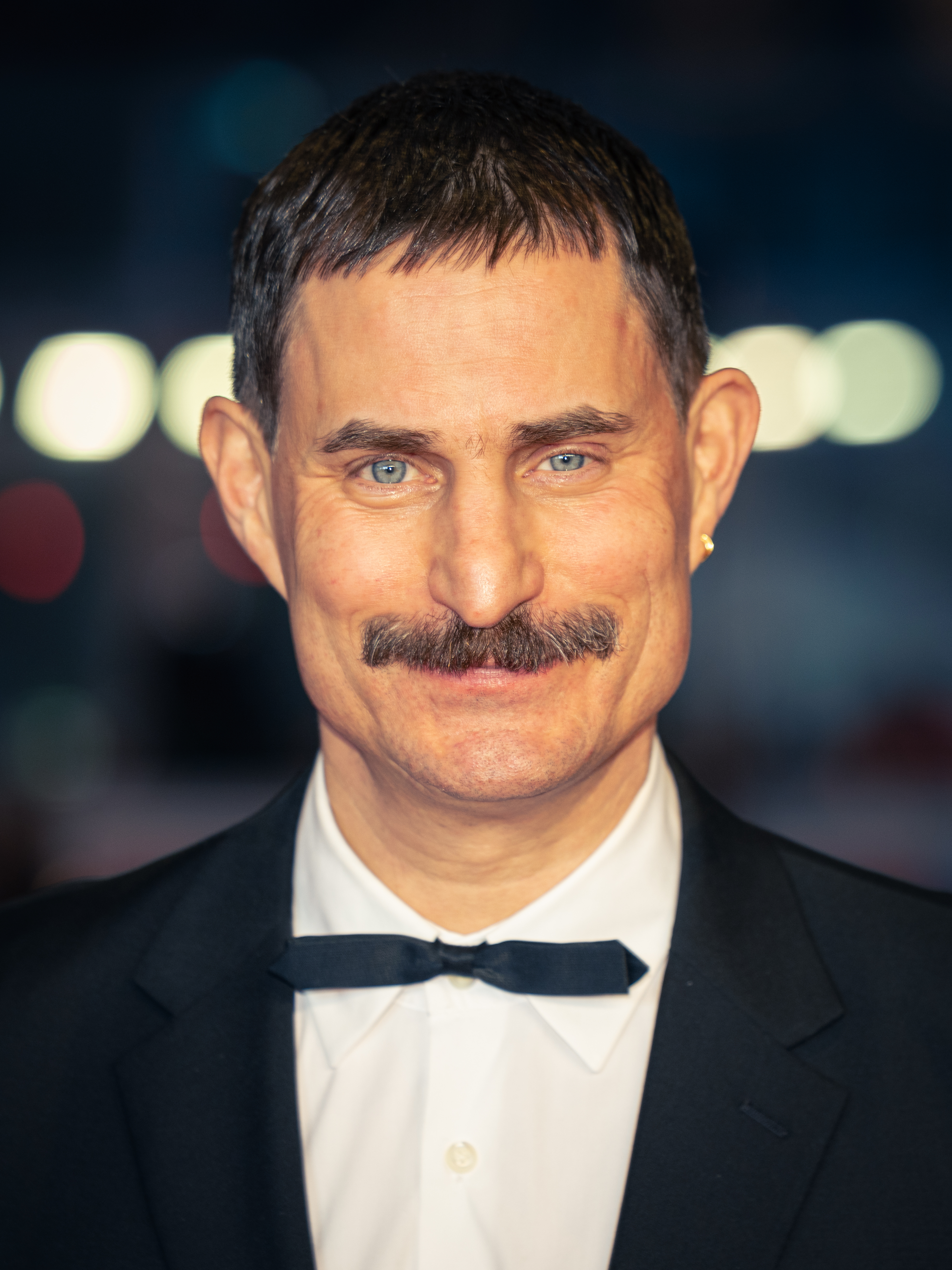
Clemens Schick spielte den Ankläger

Die Ermittlung war der letzte Film, an dem der im Dezember 2023 verstorbene Cutter Peter R. Adam arbeitete.

## Produktion
Nach einer vierwöchigen Probenzeit mit 60 Schauspielern und Schauspielerinnen begannen im August 2023 die Dreharbeiten im Studio Berlin-Adlershof. Die einzelnen Gesänge wurden an fünf Drehtagen mit einem speziellen visuellen Konzept in jeweils nur einer Einstellung gedreht, gefilmt von insgesamt acht Kameras.
Die Ermittlung ist eine Produktion von Alexander van Dülmen, Film&Mischwaren in Co-Produktion mit Friede Springer, ARTE, Bayerischer Rundfunk und WDR sowie in Co-Operation mit A Company Film Licensing und wurde gefördert vom Medienboard-Berlin Brandenburg, der Film- und Medienstiftung NRW, dem BKM, der Filmförderung Mecklenburg-Vorpommern sowie der FFA und dem DFFF. Das Budget betrug 2,7 Mio. €.

## Rezeption
Die deutsche Filmbewertungsstelle FBW verlieh dem Film das Prädikat „besonders wertvoll“ und schrieb dazu: „Die Ermittlung ist weitaus mehr als ein abgefilmtes Theaterstück. Ganz bewusst hat sich der Regisseur für diese künstlich-strenge Inszenierung entschieden. Nichts lenkt ab von der Ungeheuerlichkeit des Grauens, manche Sätze erschüttern gerade durch ihre Schlichtheit.“
Jochen Werner schrieb auf filmstarts.de: „Ein vierstündiges, dialogintensives Theaterstück über die juristische Aufarbeitung des nationalsozialistischen Vernichtungslagers Auschwitz, in einem minimalistischen Bühnensetting für die Kinoleinwand inszeniert – das klingt zunächst anstrengend und wahnsinnig unfilmisch, wird aber dank des umsichtigen und extrem wirkungsvollen Einsatzes sowohl theatraler wie auch dezidiert filmischer Stilmittel zur ungeheuer intensiven Kinoerfahrung. Man kann nur dringend anraten, sich auf diese essenzielle filmische Auseinandersetzung mit den leider auch heute hochaktuellen Themen Faschismus, Genozid und Zivilsationsbruch einzulassen.“
Sascha Westphal schrieb auf epd-Film.de: „Und es ist diese Sprache, die RP Kahl ins Zentrum seiner Verfilmung stellt. Nichts in Die Ermittlung lenkt von den Fragen des Anklägers (Clemens Schick), den Einlassungen des Richters (Rainer Bock), den Kommentaren des Verteidigers (Bernhard Schütz), den Aussagen der 39 Zeugen und den Ausflüchten und Lügen der 18 Angeklagten ab. Kahl hat einen Weg gefunden, das visuelle Medium Film ganz vom Wort her zu denken. Jeder Schnitt, jede Einstellung, die mal Nina Pellers Bühnenbild, eine Annäherung an den Raum Gerichtssaal, mal einzelne Gesichter, mal die Anklagten als Gruppe in den Fokus rückt, unterstreicht die Worte, die zum eigentlichen Abbild der Vernichtungsmaschinerie Auschwitz werden.“
Jürgen Kaube schrieb in der FAZ: „Die Ermittlung (…) ist eine vierstündige Zumutung, der man sich unbedingt unterziehen sollte.“ Sofia Glasl schrieb in der Süddeutschen Zeitung: „Erinnerungskultur ist hier kein trockener Schulstoff, sondern lebensnahe Konfrontation“ Hanns-Georg Rodek schrieb in der Welt: „Die Ausrede, nie ein KZ besucht, nie einen Zeitzeugen erlebt zu haben, gilt nicht mehr. Es gibt nun diesen Film.“